# Associazione Calcio Udinese 1954-1955
Questa voce raccoglie le informazioni riguardanti l'Associazione Calcio Udinese nelle competizioni ufficiali della stagione 1954-1955.

## Stagione
L'Udinese visse un'annata double face che si rivelò tra le migliori e, al contempo, tra le più infauste nella storia del club friulano. Rinforzatasi nell'estate 1954 soprattutto nel reparto avanzato, con elementi-cardine come Bettini e lo svedese Selmosson, oltreché con il valido Dell'Innocenti in mediana, la compagine allenata da Giuseppe Bigogno chiuse il campionato a uno storico secondo posto, a quattro lunghezze dal Milan scudettato: un piazzamento che andò negli annali come il miglior risultato di sempre dei friulani in massima serie.
Al termine dell'annata, tuttavia, i bianconeri rimasero coinvolti in uno scandalo sportivo – generato dalla confessione di Settembrino – che portò alla luce un illecito risalente al torneo del 1952-1953, e di cui vari giocatori e dirigenti del club furono ritenuti mandanti: ciò comportò la retrocessione d'ufficio della squadra in Serie B.

## Rosa

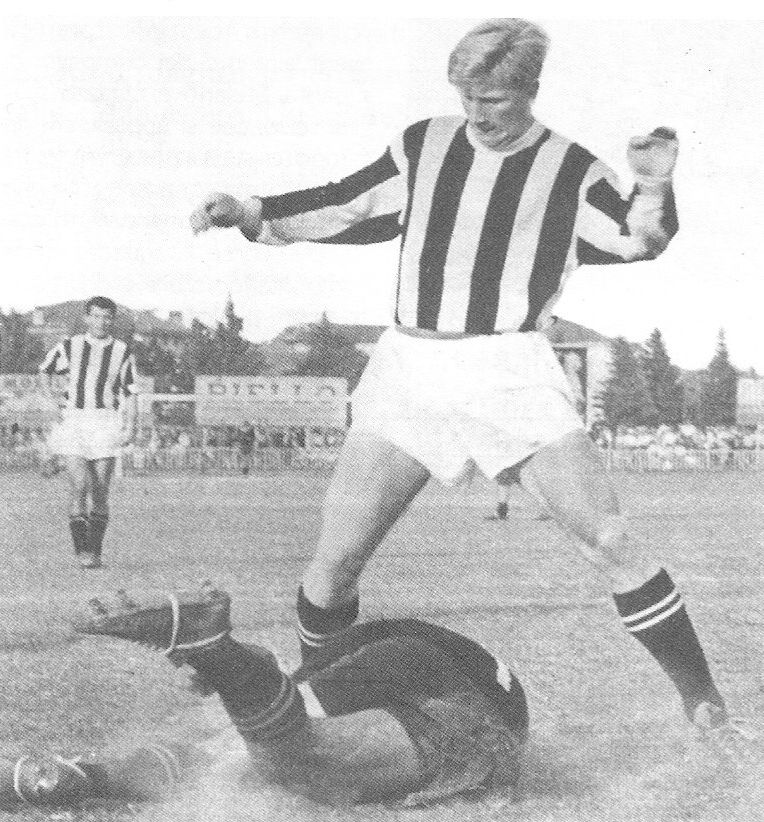
Il neoacquisto Selmosson in azione; sullo sfondo, Szőke.

| N. |                   | Ruolo | Calciatore                |
| -- | ----------------- | ----- | ------------------------- |
|    | Italia (bandiera) | P     | Giovanni Romano           |
|    | Italia (bandiera) | D     | Gianfranco Dell'Innocenti |
|    | Italia (bandiera) | D     | Antonio Azimonti          |
|    | Italia (bandiera) | D     | Luigi Zorzi               |
|    | Italia (bandiera) | D     | Arturo Morelli            |
|    | Italia (bandiera) | D     | Germano Travagini         |
|    | Italia (bandiera) | D     | Alcide Sant               |
|    | Italia (bandiera) | C     | Cirano Snidero            |
|    | Italia (bandiera) | C     | Enzo Menegotti            |

| N. |                     | Ruolo | Calciatore            |
| -- | ------------------- | ----- | --------------------- |
|    | Italia (bandiera)   | C     | Augusto Magli         |
|    | Italia (bandiera)   | C     | Umberto Pinardi       |
|    | Svezia (bandiera)   | A     | Arne Selmosson        |
|    | Ungheria (bandiera) | A     | László Szőke          |
|    | Italia (bandiera)   | A     | Lorenzo Bettini       |
|    | Italia (bandiera)   | A     | Domenico La Forgia    |
|    | Italia (bandiera)   | A     | Ercole Castaldo       |
|    | Italia (bandiera)   | A     | Giovanni Perissinotto |
|    | Italia (bandiera)   | A     | Elio Ardit            |

## Risultati

### Serie A

#### Girone di andata
| Arbitro: | Liverani (Torino) |

|  |           |                  |
|  | Marcatori | 70’, 75’ Lorenzi |

| Arbitro: | Bellè (Venezia) |

|                             |           |             |
| Jeppson 41’, 78’ Vitali 70’ | Marcatori | 11’ Bettini |

| Arbitro: | Grandville (Roma) |

|                                                  |           |  |
| Bassetti 17’ Ghiandi 21’, 54’, 67’ Spikofski 89’ | Marcatori |  |

| Arbitro: | Campanati (Milano) |

|                                |           |  |
| Bettini 10’, 20’ Menegotti 79’ | Marcatori |  |

| Trieste 17 ottobre 1954 5ª giornata | Triestina         | 0 – 0 | Udinese | Stadio Comunale\| Arbitro: \| Liverani (Torino) \| |
| Arbitro:                            | Liverani (Torino) |       |         |                                                    |

| Arbitro: | Scaramella (Roma) |

|                        |           |               |
| Bettini 7’ Snidero 72’ | Marcatori | 58’ Pivatelli |

| Arbitro: | Marchese (Frattamaggiore) |

|                                      |           |               |
| Bizzarri 21’ Mariani 75’ Virgili 84’ | Marcatori | 59’ Selmosson |

| Arbitro: | Valsecchi (Milano) |

|                                     |           |  |
| Perissinotto 10’ Selmosson 67’, 86’ | Marcatori |  |

| Arbitro: | Guarnaschelli (Pavia) |

|  |           |                                     |
|  | Marcatori | 33’ (aut.) Giovannini 85’ Selmosson |

| Arbitro: | Orlandini (Roma) |

|  |           |              |
|  | Marcatori | 53’ Mannucci |

| Arbitro: | Scaramella (Roma) |

|                       |           |  |
| Testa 73’ Baldini 86’ | Marcatori |  |

| Arbitro: | Corallo (Lecce) |

|                                |           |                  |
| J. L. Sørensen 21’ Nordahl 83’ | Marcatori | 86’, 90’ Bettini |

| Arbitro: | Bonetto (Torino) |

|                           |           |                              |
| Selmosson 13’ Bettini 61’ | Marcatori | 47’ Hofling 71’ (rig.) Orzan |

| Arbitro: | Lo Bello (Siracusa) |

|                  |           |             |
| Nyers 65’ (rig.) | Marcatori | 41’ Bettini |

| Arbitro: | Righi (Milano) |

|              |           |  |
| Castaldo 88’ | Marcatori |  |

| Arbitro: | Campanati (Milano) |

|                                        |           |  |
| Castaldo 15’ La Forgia 52’ Bettini 77’ | Marcatori |  |

| Arbitro: | Bernardi (Bologna) |

|  |           |                                  |
|  | Marcatori | 64’ (rig.) Pinardi 76’ Selmosson |

#### Girone di ritorno
| Arbitro: | Arpaia (Roma) |

|                         |           |                  |
| Savioni 14’ Lorenzi 20’ | Marcatori | 28’, 38’ Bettini |

| Arbitro: | Maurelli (Roma) |

|                                              |           |  |
| Bettini 16’ Pinardi 37’ (rig.) Selmosson 62’ | Marcatori |  |

| Arbitro: | Grandville (Roma) |

|               |           |  |
| Selmosson 41’ | Marcatori |  |

| Arbitro: | Coppa (Mariano Comense) |

|             |           |              |
| Firotto 10’ | Marcatori | 4’ Menegotti |

| Arbitro: | Bernardi (Bologna) |

|            |           |            |
| Bettini 9’ | Marcatori | 67’ Secchi |

| Arbitro: | Maurelli (Roma) |

|                             |           |                                              |
| Pivatelli 9’ Cervellati 71’ | Marcatori | 12’ Bettini 40’, 68’ La Forgia 84’ Selmosson |

| Arbitro: | Scaramella (Roma) |

|                               |           |            |
| Pinardi 65’ (rig.) 88’ (rig.) | Marcatori | 72’ Segato |

| Arbitro: | Orlandini (Roma) |

|              |           |                                                      |
| E. Rossi 90’ | Marcatori | 49’ Selmosson 58’ Castaldo 70’ Bettini 76’ La Forgia |

| Arbitro: | Corallo (Lecce) |

|               |           |               |
| Selmosson 79’ | Marcatori | 17’ J. Hansen |

| Arbitro: | Jonni (Macerata) |

|           |           |               |
| Præst 26’ | Marcatori | 58’ Selmosson |

| Arbitro: | Lo Bello (Siracusa) |

|                  |           |            |
| Bettini 33’, 82’ | Marcatori | 88’ Tortul |

| Arbitro: | Jonni (Macerata) |

|                                         |           |                               |
| Menegotti 46’ Bettini 50’ La Forgia 62’ | Marcatori | 52’ Vicariotto 81’ Schiaffino |

| Arbitro: | Liverani (Torino) |

|                          |           |                            |
| Danova 25’ Cavigioli 47’ | Marcatori | 17’ Menegotti 33’ Castaldo |

| Arbitro: | Lo Bello (Siracusa) |

|               |           |  |
| Selmosson 79’ | Marcatori |  |

| Arbitro: | Jonni (Macerata) |

|                        |           |                                        |
| Piccioni 39’, 64’, 88’ | Marcatori | 33’ Castaldo 73’ Menegotti 74’ Pinardi |

| Arbitro: | Marchetti (Milano) |

|              |           |            |
| Bertoloni 3’ | Marcatori | 1’ Bettini |

| Arbitro: | Marchese (Frattamaggiore) |

|                                        |           |             |
| Selmosson 15’ Castaldo 83’ Bettini 85’ | Marcatori | 44’ A.Villa |

## Statistiche
fonti

### Statistiche di squadra
| Competizione | Punti | In casa | In casa | In casa | In casa | In casa | In casa | In trasferta | In trasferta | In trasferta | In trasferta | In trasferta | In trasferta | Totale | Totale | Totale | Totale | Totale | Totale | DR  |
| Competizione | Punti | G       | V       | N       | P       | Gf      | Gs      | G            | V            | N            | P            | Gf           | Gs           | G      | V      | N      | P      | Gf     | Gs     | DR  |
| ------------ | ----- | ------- | ------- | ------- | ------- | ------- | ------- | ------------ | ------------ | ------------ | ------------ | ------------ | ------------ | ------ | ------ | ------ | ------ | ------ | ------ | --- |
| Serie A      | 44    | 17      | 12      | 3       | 2       | 31      | 13      | 17           | 4            | 9            | 4            | 27           | 29           | 34     | 16     | 12     | 6      | 58     | 42     | +16 |

### Statistiche dei giocatori
| Giocatore         | Serie A  | Serie A |
| Giocatore         | Presenze | Reti    |
| ----------------- | -------- | ------- |
| E. Ardit          | 1        | 0       |
| A. Azimonti       | 22       | 0       |
| L. Bettini        | 31       | 20      |
| E. Castaldo       | 25       | 6       |
| G. Dell'Innocenti | 34       | 0       |
| D. La Forgia      | 30       | 5       |
| A. Magli          | 26       | 0       |
| E. Menegotti      | 31       | 5       |
| A. Morelli        | 4        | 0       |
| G. Perissinotto   | 15       | 1       |
| U. Pinardi        | 22       | 5       |
| G. Romano         | 34       | -42     |
| A. Sant           | 2        | 0       |
| A. Selmosson      | 34       | 14      |
| C. Snidero        | 31       | 1       |
| L. Szőke          | 12       | 0       |
| G. Travagini      | 3        | 0       |
| L. Zorzi          | 17       | 0       |